# Comunidad de comunas del Valle de Ossau
La Comunidad de comunas del Valle de Ossau (Communauté de communes de la Vallée d'Ossau, en francés) es una comunidad de comunas francesa situada en el departamento de Pirineos Atlánticos.

## Historia
Fue creada el 29 de julio de 1964.

## Nombre
Debe su nombre a que la comunidad está situada en el Valle de Ossau.

## Composición
Agrupa 18 comunas:
| Comuna            | Código INSEE | Región                  | Población (2012) | Superficie (km²) | Densidad (hab./km²) |
| ----------------- | ------------ | ----------------------- | ---------------- | ---------------- | ------------------- |
| Arudy             | 64062        | Santa María de Olorón-2 | 2185             | 28.23            | 77                  |
| Aste-Béon         | 64069        | Santa María de Olorón-2 | 275              | 19.05            | 14                  |
| Béost             | 64110        | Santa María de Olorón-2 | 217              | 43.50            | 5                   |
| Bescat            | 64116        | Santa María de Olorón-2 | 272              | 6.81             | 40                  |
| Bielle            | 64127        | Santa María de Olorón-2 | 448              | 25.37            | 18                  |
| Bilhères          | 64128        | Santa María de Olorón-2 | 167              | 17.19            | 10                  |
| Buzy              | 64157        | Santa María de Olorón-2 | 941              | 16.70            | 56                  |
| Castet            | 64175        | Santa María de Olorón-2 | 158              | 23.53            | 7                   |
| Eaux-Bonnes       | 64204        | Santa María de Olorón-2 | 366              | 38.52            | 10                  |
| Gère-Bélesten     | 64240        | Santa María de Olorón-2 | 198              | 12.82            | 15                  |
| Izeste            | 64280        | Santa María de Olorón-2 | 456              | 6.84             | 67                  |
| Laruns            | 64320        | Santa María de Olorón-2 | 1200             | 4.8              | 5                   |
| Louvie-Juzon      | 64353        | Santa María de Olorón-2 | 1093             | 55.65            | 20                  |
| Louvie-Soubiron   | 64354        | Santa María de Olorón-2 | 118              | 26.66            | 5                   |
| Lys               | 64363        | Santa María de Olorón-2 | 350              | 15.40            | 23                  |
| Rébénacq          | 64463        | Santa María de Olorón-2 | 687              | 10.50            | 65                  |
| Sainte-Colome     | 64473        | Santa María de Olorón-2 | 365              | 9.35             | 39                  |
| Sévignacq-Meyracq | 64522        | Santa María de Olorón-2 | 569              | 797              | 38                  |

## Competencias
La comunidad es un organismo público de cooperación intercomunal.
Sus recursos provienen del impuesto sobre los rendimientos del trabajo único, del sistema de contribuciones que se aplica a los residuos y asignaciones y subvenciones de diversos socios.
Sus competencias en general se centran en el desarrollo económico, medioambiental, de empleo y los servicios comunitarios a los habitantes:
- Ordenación del Territorio
  - Plan de Coherencia Territorial (SCOT, en francés).
  - Plan Sectorial.
- Desarrollo y organización económica
  - Acción de desarrollo económico de las actividades industriales, comerciales o de empleo, (apoyo de las actividades agrícolas y forestales...).
  - Creación, organización, mantenimiento y gestión de zonas de actividades industriales, comerciales, terciario, artesanal o turístico.
- Desarrollo y organización social y cultural
  - Actividades culturales y socioculturales.
  - Actividades deportivas.
  - Construcción y/u organización, mantenimiento, gestión de equipamientos o establecimientos culturales, socioculturales, socioeducativos, deportivos…, etc.
  - Transporte escolar.
- Medio ambiente
  - Saneamiento no colectivo.
  - Recogida y tratamiento de los residuos urbanos y asimilados.
  - Protección y valorización del Medio Ambiente.
- Vivienda y hábitat
  - Programa local del hábitat.
- Servicio de vías públicas
  - Creación, organización y mantenimiento del servicio de vías públicas.
- Otros
  - Adquisición comunal de material.
  - Informática, Talleres vecinales.